# 산토스 알레산드로
산토스 아레산도로(일본어: 三都主 アレサンドロ, 1977년 7월 20일 ~ )는 흔히 알렉스 (アレックス / Alex)라는 이름으로 알려져 있는 브라질계 일본인 전 축구 선수로 선수 시절 포지션은 윙어와 왼쪽 풀백이었다.

## 선수 시절

### 클럽
브라질에서 태어났으며 일본으로 축구 유학을 떠나 1997년 시미즈 S펄스에 입단하며 프로에 입문했고 이후 2003년까지 198경기에서 56골을 뽑아내면서 팀의 1999 시즌 J1리그 준우승, 1999-2000 시즌 아시안 컵위너스컵 우승, 일왕배 1회 우승(2001년) 및 2회 준우승(1998년, 2000년), 2002년 일본 슈퍼컵 우승에 기여했으며 1999 J1리그 최우수선수상과 베스트11에 선정되는 기염을 토했다. 이후 2004년 우라와 레드 다이아몬즈로 이적하여 2009년까지 100경기에서 11골을 기록하며 J리그1 우승 1회(2006년) 및 2회 준우승(2004년, 2005년), 일왕배 2회 연속 우승(2005년, 2006년), J리그컵 1회 준우승(2004년)에 일조했고 2007년 오스트리아 분데스리가의 명문 구단인 레드불 잘츠부르크로 잠시 임대 이적하여 20경기에 출전했고 팀의 2006-07 시즌 우승을 맛보았다. 그리고 2009년 나고야 그램퍼스로 전격 이적하여 2012년까지 통산 55경기에 출전하며 나고야의 2010 시즌 리그 우승에 일조했고 2013년 도치기 SC로 이적하여 25경기에 출전한 후 2014년 J2리그 FC 기후로 이적하여 18경기를 소화했다. 이후 2015년 자신의 고향팀인 마링가 FC 이적을 통해 모국으로 돌아왔고 2016년 파라냐 STC를 끝으로 선수 생활을 마감했으며 프로 통산 416경기에서 72골을 기록했다.

### 국가대표팀
2001년 일본으로 귀화하여 2002년부터 2006년까지 일본 대표팀의 주축 선수로 활동하며 팀의 2002년 FIFA 월드컵 16강, 2004년 AFC 아시안컵 우승에 큰 힘을 실어줬으며 2003년 FIFA 컨페더레이션스컵 조별리그 3경기와 2006년 FIFA 월드컵 본선 조별리그 3경기를 모두 소화했다. 그리고 2007년 AFC 아시안컵 예선에서도 6경기를 소화하면서 팀의 2007년 AFC 아시안컵 본선 진출을 이뤄냈고 이후 은퇴를 선언했으며 국제 A매치 통산 82경기에서 7골을 기록했다.

## 통계
| 일본 | 일본 | 일본 |
| 연도 | 출전 | 득점 |
| ---- | ---- | ---- |
| 2002 | 9    | 1    |
| 2003 | 15   | 1    |
| 2004 | 22   | 2    |
| 2005 | 17   | 1    |
| 2006 | 19   | 2    |
| 통산 | 82   | 7    |